# جیانگشی کوپر
جیانگشی کوپر (به انگلیسی: Jiangxi Copper) شرکت دولتی استخراج معادن و فلزات چینی است، که به‌عنوان پنجمین تولیدکننده مس جهان شناخته می‌شود. این شرکت در زمینه استخراج و پالایش مس، طلا، نقره و پلاتین، روی، پالادیم، سلنیم، تلوریم و رنیوم، مولیبدن و سرب فعالیت می‌کند.
شرکت جیانگشی کوپر در سال ۱۹۷۹ تأسیس شد و در حال حاضر با در اختیار داشتن ۸ معدن مس، ظرفیت تولیدی معادل ۳۴۰ هزار تن مس در سال را دارا می‌باشد و بزرگ‌ترین تولید کنندهٔ مس در سرزمین اصلی چین است و به‌عنوان پنجمین تولید کنندهٔ مس جهان شناخته می‌شود.
دفتر مرکزی این شرکت در شهر جیانگشی قرار دارد و بخشی از سهام آن در بازارهای بورس اوراق بهادار هنگ کنگ و بورس شانگهای معامله می‌شود.